# Luyaba
Luyaba es una localidad situada en el departamento San Javier, provincia de Córdoba, Argentina. 
Se encuentra situada sobre la ruta provincial 14, a 209 km de la ciudad de Córdoba y a 37 km de Villa Dolores.
La principal actividad económica de la localidad es el turismo, siendo sus principales atractivos el paisaje serrano, sus ríos y balnearios, sus bosques autóctonos, etc.
Otros atractivos importantes son las cuevas y abrigos naturales de roca denominadas “casas de piedra” por los lugareños, que son restos de las construcciones que usaban los Comechingones para vivir.
En la 2.ª quincena de enero, se realiza el Festival de la Gallina Hervida. El día del festival, la gente de la zona se dedica a comer puchero de gallina en las casas del lugar, o bajo las parras, o cerca del arroyo.
El 24 de septiembre durante cada año, se realizan las fiestas patronales en honor a Nuestra Señora de la Merced.

## Toponimia

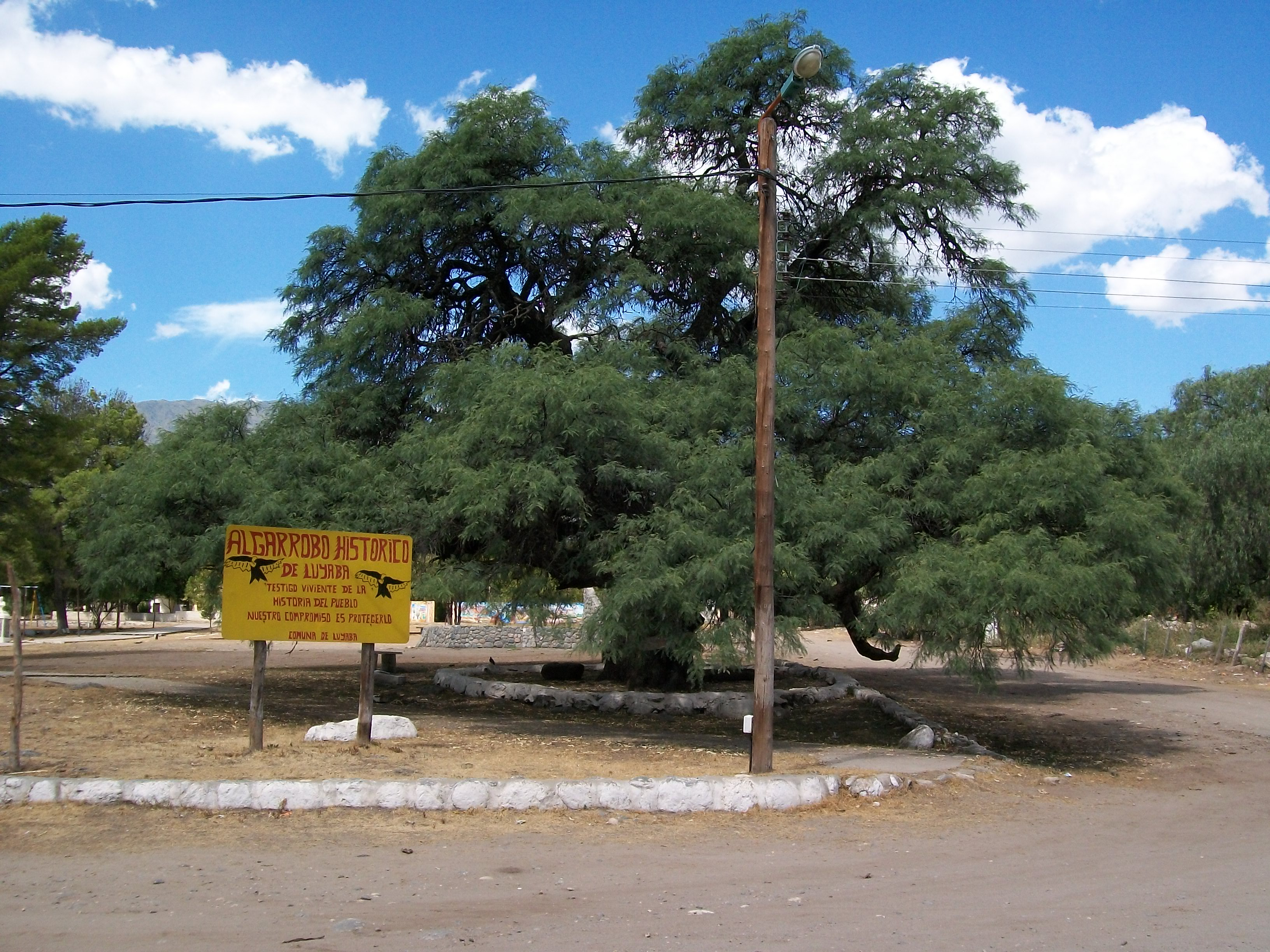
Algarrobo histórico, plaza de Luyaba.

El vocablo "Luyaba" sería la voz fragmentada de los pobladores, en el lenguaje del lugar, refiriéndose a "La Uyaba", nombre de una merced otorgada en 1590 o derivaría de una estancia, de nombre "La Uyaba", que pasó luego pasó a manos religiosas. 
Quizás el nombre de un cacique comechingón. 
Según el padre Grenón, el nombre del sanavirón y significaría "Grandes Piedras Grises". Casi coincidente con Monseñor Pablo Cabreras, que registra en Córdoba del Tucumán, 1931, que "Luyaba" debe su nombre a unos grandes peñascos existentes en las inmediaciones.

## Geografía

### Población
Cuenta con 2102 habitantes (Indec, 2022)
, lo que representa un incremento del 65,4% frente a los 727 habitantes (Indec, 2010) del censo anterior.
| Gráfica de evolución demográfica de Luyaba entre 1991 y 2022 |
|                                                              |
| Fuente: Censos nacionales del INDEC                          |

### Sismicidad
La sismicidad de la región de Córdoba es frecuente y de intensidad baja, y un silencio sísmico de terremotos medios a graves cada 30 años en áreas aleatorias. Sus últimas expresiones se produjeron:
- 22 de septiembre de 1908 (116 años), a las 17.00 UTC-3, con 6,5 Richter, escala de Mercalli VII; ubicación 30°30′0″S 64°30′0″O / -30.50000, -64.50000; profundidad: 100 km; produjo daños en Deán Funes, Cruz del Eje y Soto, provincia de Córdoba, y en el sur de las provincias de Santiago del Estero, La Rioja y Catamarca[3]

- 16 de enero de 1947 (78 años), a las 2.37 UTC-3, con una magnitud aproximadamente de 5,5 en la escala de Richter (terremoto de Córdoba de 1947)[2]

- 28 de marzo de 1955 (70 años), a las 6.20 UTC-3 con 6,9 Richter: además de la gravedad física del fenómeno se unió el desconocimiento absoluto de la población a estos eventos recurrentes (terremoto de Villa Giardino de 1955)

- 7 de septiembre de 2004 (20 años), a las 8.53 UTC-3 con 4,1 Richter

- 25 de diciembre de 2009 (15 años), a las 21.42 UTC-3 con 4,0 Richter

## Capillas de las iglesias católicas en Luyaba
| Capilla | Nuestra Señora de la Merced |